# 國父紀念月會
國父紀念月會首次舉行於1951年4月，為位於臺灣臺北市的中華民國總統府為紀念中華民國國父孫中山而約每月舉行一次的定時集會。1951年3月7日，中華民國總統蔣中正核定發布《總統府國父紀念月會實施要點》。1951年4月23日，總統府秘書長公函發布《國父紀念月會辦法》。之後，國父紀念月會陸續於台灣各政府機關推廣舉行，於其他機關亦有「動員月會」、「國父動員月會」等名稱。除此，也常與其他集會合併的情形，例如2006年11月行政院國軍退除役官兵輔導委員會舉行的「民國九十五年十一月份國父紀念月會暨績優榮欣志工表揚大會」。
以總統府為例，國父紀念月會必定請包含行政院院長、立法院院長、司法院院長、考試院院長、監察院院長及各部會首長與會。實施之初，會中報告事項通常以政府機關政務工作與政令宣導為原則。2000年，民主進步黨陳水扁政府執政後，會中最主要流程之專題演講則通常改由國內外知名學者發表學術演講。而在舉行次數方面，再以總統府為例，2006年共舉行8次國父紀念月會。
1996年8月20日，總統府秘書長核定修正發布《總統府國父紀念月會實施要點》。2006年，政府機關比照總統府仍舉行國父紀念月會的機關已不多，不過該年度舉行國父紀念月會的政府機關，參與總人數（520人）及程序仍依照《總統府國父紀念月會實施要點》所規定舉行。另外，國父紀念月會程序通常為：
- 國父紀念月會開始
- 全體肅立
- 主席就位
- 唱中華民國國歌
- 向中華民國國旗暨國父孫中山遺像行三鞠躬禮
- 主席恭讀國父遺囑
- 頒獎
- 專題演講
- 主席致詞
- 禮成

2007年2月，中華民國總統府宣佈國父紀念月會改為「總統府月會」，不過流程完全不變，與會人員仍向孫中山遺像鞠躬。2007年2月6日，總統府秘書長令，《總統府國父紀念月會實施要點》修正為《總統府國是講座實施要點》。2007年2月9日，總統府秘書長令，《總統府國是講座實施要點》修正為《總統府月會實施要點》。
2007年5月2日，總統令，發布廢止《國父紀念月會辦法》；自此，各政府機關停止舉辦國父紀念月會。